# Stranger in a Strange Land
Stranger in a Strange Land (в переводе с англ. — «Незнакомец в чужой стране») — пятнадцатый сингл британской хеви-метал группы Iron Maiden. Этот сингл достиг позиции № 22 в чарте синглов Британии. Второй из двух синглов альбома «Somewhere in Time».Была написана Эдрианом Смитом. Композиция рассказывает об арктическом исследователе, который умирает от холода и остаётся замороженным во льду на протяжении целого столетия. Его хорошо сохранившееся тело случайно находят другие исследователи. К написанию композиции Эдриана Смита подтолкнул разговор с полярником, у которого был подобный опыт обнаружения замороженного тела. Партии соло гитары в «Stranger in a strange land» играются исключительно Эдрианом. Название песни перекликается с романом Роберта Хайнлайна «Чужак в чужой стране», хотя по тексту не имеет никакого отношения к роману.

## Список композиций
1. «Stranger in a Strange Land» Эдриан Смит — 5:45
2. «That Girl» (Merv Goldsworthy, Pete Jupp, Andy Barnett) — 5:04
3. «Juanita» (Steve Barnacle, Derek O'Neil; Marshall Fury cover) — 3:47

## Состав
- Брюс Дикинсон — вокал
- Дейв Мюррей — гитара
- Эдриан Смит — гитара
- Стив Харрис — бас-гитара
- Нико МакБрэйн — ударные